# Канопус (випробовування)
Канопус (також «Операція Канопус», фр. opération Canopus) — кодова назва випробувань французької термоядерної зброї, проведеної 24 серпня 1968 на атолі Фангатауфа. Випробування зробило Францію п'ятою державою, яка стала володаркою термоядерної зброї після Сполучених Штатів, Радянського Союзу, Великобританії та Китаю.
У 1966 Франція була в змозі здійснювати термоядерну реакцію. Роже Дотре, фізик-ядерник, був визначений комісаріатом атомної енергетики для побудови термоядерного двоступеневого снаряда. На той час Франція не мала можливості виробляти матеріали, необхідні для створення двоступінчастої термоядерної зброї, тому 151 тонна важкої води було придбано у Норвегії та додатково 168 тонн у США. У 1967 році ця важка вода була застосована для виробництва тритію, необхідного для пристрою.
Фангатауфа був обраний як місце випробування через свою ізоляцію по відношенню до головної бази Муруроа. Пристрій був висаджений в повітря в 18:30:00.5 GMT на висоті 540 метрів, сила вибуху 2,6 мегатонни. Франція стала п'ятою ядерною державою, яка здійснила термоядерний вибух.
У 1998 році у фільмі «Годзілла» монстр Зілла, яка мутувала ігуана з'явилася після цього вибуху, проте кадри у фільмі зовсім іншого вибуху снаряда Baker.